# Rønnede Kro
Rønnede Kro er en dansk landevejskro, som blev opført af Gisselfeld Kloster i 1825, og har gennem tiden haft en afgørende betydning for lokalområdet.[kilde mangler] På grund af kroens beliggenhed i området oprettede man allerede i 1826 et postkontor på kroen hvilket blandt andet betød, at diligencen gjorde holdt på kroen og fik skiftet heste i kroens rejsestald.
H.C. Andersen har desuden flere gange nævnt Rønnede Kro i sine breve, da det var netop her, han stod af diligencen, når han skulle besøge de omkringliggende godser. Til kroen hørte således både postkontor, rejsestald, et landbrug på mere end 130 tønder landbrugsjord og naturligvis kroophold for de rejsende, så der var nok at se til for kroens forpagter.
Rønnede Kro har siden opførelsen været kgl. privilegeret. Det betød, at kroen ud fra kongelige anordninger fik rettigheder til at stå til rådighed for de rejsene med bl.a. bespisning, overnatning og plads til rytteres heste. Kgl. privilegerede kroer lå ved de mest benyttede veje og i de fleste tilfælde med en dagsrejse mellem dem dvs. 2-4 mil.
Fra 1938 og indtil 2008 var kroen i familien Østergren Hansen’s eje. I de 70 år blev kroen besøgt af mange spændende gæster heriblandt Walt Disney, Dirch Passer, Bodil Kjer og Lily Broberg.
I 2008 blev Rønnede Kro købt af Ejendomsselskabet Stentoft A/S som ejes af skibsreder Hans Michael Jebsen. Hr. Jebsen har gjort det til sin hjertesag at restaurere og genoplive historiske ejendomme i oprindelig stil. I forbindelse med ejerskiftet gennemgik Rønnede Kro derfor en gennemgribende istandsættelse hvilket medførte nyt stråtag, nye installationer, professionelt køkken, opførelse af nyt festlokale m.m. Kroen åbnede i 2013 med Tim Rosenvinge og René Arnholt Jacobsen som forpagtere.
I 2013 modtog Ejendomsselskabet Stentoft Faxe Kommunes facadepris, som hvert år præmieres til ejere af bygninger, pladser eller miljøer, hvor der ved nybygning eller renovering er gjort en særlig indsats for at forskønne bygningen, pladsen eller miljøet.
Den 1. juni 2015 overtog Silje Brenna og Jonas Mikkelsen driften af kroen. Silje Brenna og Jonas Mikkelsen driver desuden Hotel Frederiksminde i Præstø og Hotel Baltic i Høruphav, som også er ejet af Hans Michael Jebsen.